# Мать Кнежополька
Мать Кнежеполька (серб. Мајка Кнежопољка) — фотография югославского фотографа русского происхождения Жоржа (Георгия) Скрыгина, сделанная им во время народно-освободительной войны в Югославии в период Второй мировой войны. На фотографии изображена сербская беженка Милица Тепич из Козары, которая с двумя детьми оставляет свой дом после сожжения деревень немецкими оккупантами и их союзниками. Фотография стала широко известна в Югославии, став символом страданий народа во время Второй мировой войны.   

## История

### Предыстория
Жорж (Георгий Владимирович) Скрыгин родился в Одессе в 1910 году, откуда во время Гражданской войны в России в десятилетнем возрасте вместе с семьёй эмигрировал и оказался в Хорватии. В Загребе он стал профессионально заниматься танцами выступая в театре, а также фотографией став в этом деле признанным мастером. После начала Второй мировой войны и оккупации Югославии нацистской Германией, отделения пронацистской Хорватии и начала народно-освободительной войны, он перешёл к партизанам, где принимал активное участие в создании и деятельности Театра народного освобождения при Верховном штабе НОАЮ. В военный период сделал около 500 снимков, которые являются важными историческим документами борьбы югославских народов и народно-освободительной армии за освобождение. По мнению сербских исследователей, Скрыгин является признанным мастером военной портретной фотографии, на его работах широко представлены воины и гражданские лица. По оценке Дж. Боровняка: «Почти все его работы отличаются высоким художественным и эстетическим качеством». Для его фотографий характерно подчёркивание психологизма события запечатлённого в кадре, ему удавалось соединить в них «обнажённый реализм содержания и пикториализм формы».
Многие из его военных фотографий заняли достойное место в его книге «Война и сцена» (1968). Так, в него вошли его самые известные фотографии — «Козарчанка» и «Мать Кнежеполька» («Милица Тепич»).   

### Создание
В 1942 году состоялось сражение при Козаре, в котором югославские партизаны воевали против немецких захватчиков. В ходе боя от рук немцев и их союзников погибли более 30 тысяч мирных граждан. В декабре 1943 — январе 1944 годов 11-я Краинская бригада НОА осуществляла атаки на немецких оккупантов. Зимой 1943—1944 годов гастролирующая труппа Театра народного освобождения встретила колонну партизан из 11-й Краинской бригады неподалёку от Козары, в составе артистов находился Скрыгин, который кроме выступлений делал также фотографии происходящего.    
Фотография «Мать Кнежеполька» была сделана в январе 1944 года после массового исхода сербского населения со своих родных мест. Скрыгин в своих  воспоминаниях приводит описание истории создания фотографии:   
…за нами следила группа беженцев, среди которых и одна женщина, которая была в нескольких шагах от всех, с одним ребёнком, которого держала за руку, и вторым, которого она носила на шее, и с мешком еды. Глубоко в мыслях, с рукой на лице, она не обращала внимания на меня и камеру, а только сказала: „Сначала они убили моего мужа, а теперь сожгли дом“.
На данной фотографии представлена сербка Милица Тепич (серб. Милица Тепић) c дочерью Драгицей и сыном Бранко. В одном из интервью Бранко рассказывал, что его мать бежала из Козарска-Дубицы в Гаресницу в Мославине из-за преследований усташей в 1942 году, когда его отец Бранко был бойцом Козарского отряда. Дом, в котором они жили с семьёй, был сожжён, а отец погиб. Они с матерью бежали в Козару в поисках убежища и пищи. В окрестностях деревни Кнежица, Скригин встретил их и сделал несколько фотографий. После войны они вернулись в родные места, где через три года умерла Милица, а детей забрал к себе их дядя. Жертвам усташского террора в отношении сербского гражданского населения на горе Козара и в Подкозарье также посвящена поэма «Стоянка, мать из Кнежеполья» боснийского поэта Скендера Куленовича, написанная в 1942 году.  

### Значение
Фотография стала широко известна в Югославии, где она стала символом страданий балканских народов во время Второй мировой войны. По словам Боровняка, она является одной из «самых трогательных фотографий», на которой запечатлены муки сербского народа во время  войны. Военный фотоархив Скрыгина и работы другого русского эмигранта Михаила Иванникова, расцениваются как уникальное свидетельство тягот военных лет: «Созданные в годы Второй мировой войны и нередко используемые как исторический источник, они — впечатляющее свидетельство ужасов войны и повседневной гражданской жизни в эти годы». «Мать Кнежеполька» находится в музее истории Югославии, выставляется в Музее Холокоста в Освенциме.